# Ernst-Friedrich-Pfeiffer-Preis
Der Ernst-Friedrich-Pfeiffer-Preis ist ein in Deutschland verliehener Forschungspreis, der seit 1998 – in der Regel jährlich – von der Deutschen Diabetes Gesellschaft an Wissenschaftler unter 40 Jahren vergeben wird. Gewürdigt werden Forschungsarbeiten aus dem Bereich „Typ-1-Diabetes“. Die Stiftungssumme von 10.000 € wird vom Unternehmen Lilly Deutschland bereitgestellt. Der Widmungsname geht auf den Endokrinologen Ernst-Friedrich Pfeiffer zurück.

## Preisträger
- 1998: B. O. Böhm, Ulm und A. G. Ziegler, München
- 1999: H.-C. Fehmann, Marburg
- 2000: S. Hoffmann, München
- 2001: nicht vergeben
- 2002: S. Montin, Düsseldorf
- 2003: M. Brendel, Gießen und A. Fritsche, Tübingen
- 2004: J. Seufert, Würzburg
- 2005: M. Hummel, München
- 2006: nicht vergeben
- 2007: S. Schneider, Bochum
- 2008: B. Schultes, Roschbach (Schweiz)
- 2009: Peter Achenbach, München und Simone Baltrusch, Rostock
- 2010: Tanja Arndt, Hannover
- 2011: Sandra Hummel, München
- 2012: Christiane Winkler, München
- 2013: Stephan Speier, Dresden
- 2014: Barbara Ludwig, Dresden
- 2015: Ortwin Naujok, Hannover
- 2016: keine Preisvergabe
- 2017: Carolin Daniel, München/Neuherberg
- 2018: Beate Karges, Aachen
- 2019: nicht vergeben
- 2020: Ilir Mehmeti, Hannover
- 2021: Stefanie Lanzinger und Reinhard Holl, Ulm[1]
- 2022: Max Lennart Eckstein, Bayreuth
- 2023: Katharina Warncke, München
- 2024: Joachim Rosenbauer, Düsseldorf
- 2025: Teresa Rodriguez-Calvo, München[2]